# سارا زادرازیل
سارا زادرازیل (انگلیسی: Sarah Zadrazil؛ زادهٔ ۱۹ فوریهٔ ۱۹۹۳) بازیکن فوتبال اهل اتریش است.
از باشگاه‌هایی که در آن بازی کرده‌است می‌توان به باشگاه فوتبال ۱.اف‌اف‌سی توربین پوتسدام و واشینگتن اسپیریت اشاره کرد.
وی همچنین در تیم‌های ملی فوتبال Austria women's national under-17 football team, Austria women's national under-19 football team، و زنان اتریش بازی کرده‌است.